# Stanisław Ciosek
Stanisław Józef Ciosek (ur. 2 maja 1939 w Pawłowicach, zm. 18 października 2022 w Warszawie) – polski polityk komunistyczny, ekonomista i dyplomata. Członek Biura Politycznego KC PZPR, I sekretarz KW PZPR w Jeleniej Górze, poseł na Sejm PRL VI, VII i VIII kadencji,  minister-członek Rady Ministrów (1980–1985) oraz minister pracy, płac i spraw socjalnych (1983–1984), ambasador PRL/RP w ZSRR i Rosji, doradca prezydenta RP Aleksandra Kwaśniewskiego ds. międzynarodowych i polityki wschodniej.

## Życiorys

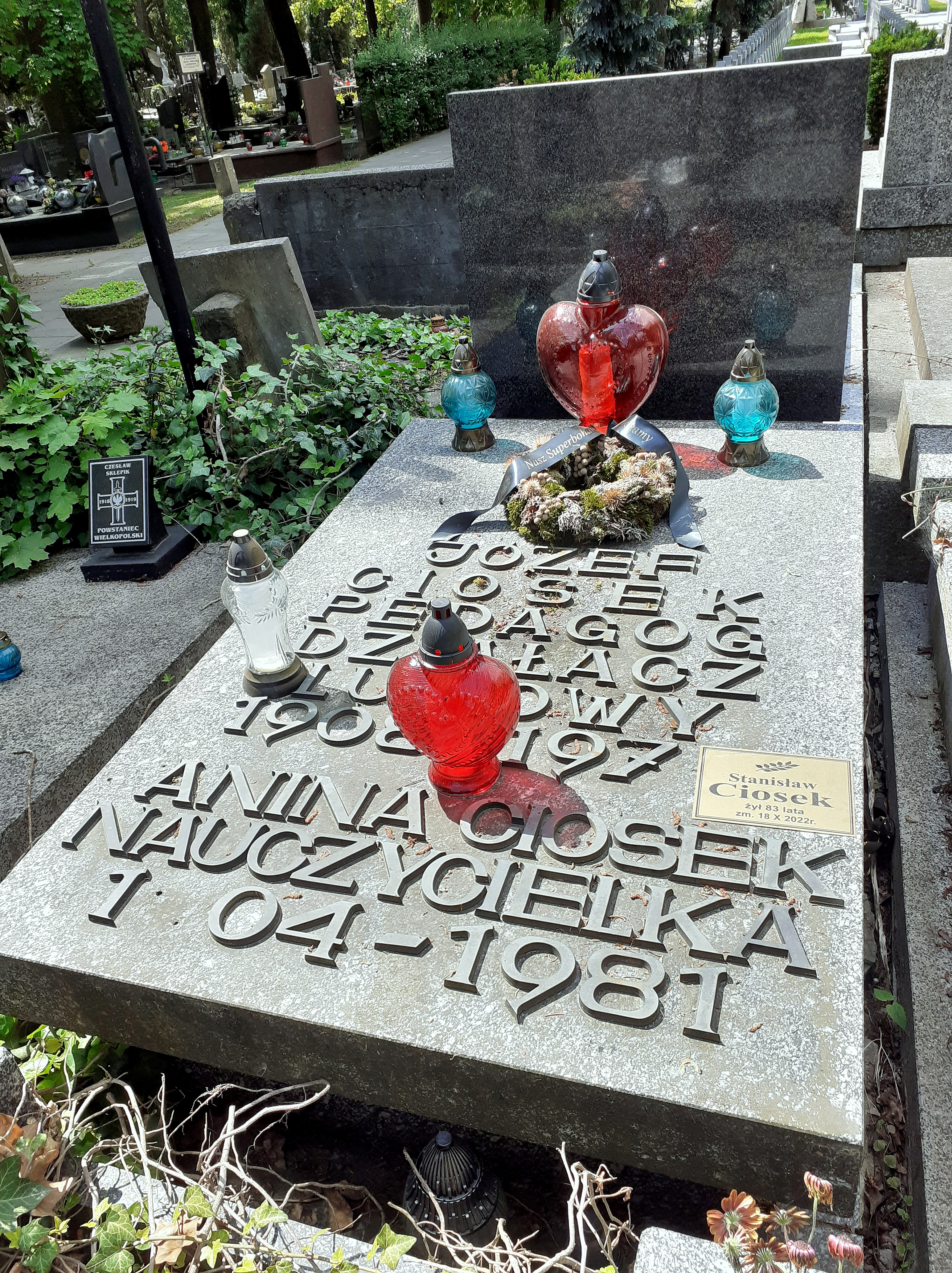
Grobowiec rodziny Stanisława Cioska

Pochodził z nauczycielskiej rodziny. Syn Józefa i Janiny. W 1957 rozpoczął ukończone w 1961 studia ekonomiczne w Wyższej Szkole Ekonomicznej w Sopocie. Od 1959 należał do Polskiej Zjednoczonej Partii Robotniczej. W latach 1960–1973 działał także w Zrzeszeniu Studentów Polskich. Pełnił funkcje sekretarza Komitetu Wykonawczego Rady Naczelnej, wiceprzewodniczącego Rady Naczelnej, a od 1969 do 1973 przewodniczącego Rady Naczelnej ZSP. W latach 1973–1975 był przewodniczącym Rady Głównej Federacji Socjalistycznych Związków Młodzieży Polskiej.
Od 11 grudnia 1971 do lutego 1980 był zastępcą członka Komitetu Centralnego PZPR. Od 1 czerwca 1975 do 26 listopada 1980 był I sekretarzem Komitetu Wojewódzkiego PZPR w Jeleniej Górze, pełniąc jednocześnie funkcję przewodniczącego tamtejszej Wojewódzkiej Rady Narodowej. Od 15 lutego 1980 do lipca 1981 był członkiem KC PZPR. Od 21 listopada 1980 do 13 listopada 1985 wchodził w skład rządu Józefa Pińkowskiego i Wojciecha Jaruzelskiego jako minister-członek Rady Ministrów do spraw związków zawodowych. Od 23 marca 1983 do 30 maja 1984 jednocześnie pełnił funkcję ministra pracy, płac i spraw socjalnych.
W latach 1972–1985 sprawował mandat poselski na Sejm PRL VI, VII i VIII kadencji (w 1972 został wybrany w okręgu Gdańsk, a w 1976 i 1980 był wybierany w okręgu Jelenia Góra). W 1985 powrócił do pracy w aparacie partyjnym. Od 21 grudnia 1985 do 2 lipca 1986 był kierownikiem Wydziału Społeczno-Prawnego KC, od lipca 1986 do marca 1989 przewodniczącym Komisji Prawa i Praworządności oraz Zdrowia Moralnego KC PZPR, dwukrotnie sekretarzem KC PZPR od 3 lipca 1986 do 14 czerwca 1988 i od grudnia 1988 do 29 lipca 1989, członkiem KC PZPR od lipca 1986 do stycznia 1990, zastępcą członka Biura Politycznego KC PZPR od 15 czerwca 1988 do 20 grudnia 1988, członkiem BP KC PZPR od 21 grudnia 1988 do 29 lipca 1989, a od marca 1989 do stycznia 1990 równocześnie pełnił funkcje przewodniczącego Komisji Prawa i Praworządności oraz Komisji Polityki Informacyjnej KC PZPR. Od stycznia 1988 do listopada 1989 pełnił również funkcję sekretarza generalnego Rady Krajowej Patriotycznego Ruchu Odrodzenia Narodowego.
Wraz z Jerzym Urbanem i generałem Władysławem Pożogą przygotował kilka poufnych raportów, w których przedstawiał krytycznie sytuację polityczną w kraju, proponując gruntowną reformę systemu socjalistycznego. Wtedy też uczestniczył w pierwszych tajnych rozmowach z przedstawicielami Kościoła i opozycji. Od 1988 uczestniczył w rozmowach w Magdalence, a w 1989 brał udział w obradach Okrągłego Stołu. Kandydował w wyborach do Sejmu kontraktowego w czerwcu 1989 z listy krajowej, nie zdobywając mandatu. Pozostawał w aparacie partyjnym jako przewodniczący Komisji Prawa i Praworządności oraz Polityki Informacyjnej KC PZPR. 21 listopada 1989 został ambasadorem PRL w ZSRR. Pozostał w Moskwie po rozpadzie ZSRR jako ambasador RP w Federacji Rosyjskiej. Misję dyplomatyczną zakończył w 1996.
W 1990 związał się z Socjaldemokracją Rzeczypospolitej Polskiej. Członek Stowarzyszenia Ordynacka. Podczas prezydentury Aleksandra Kwaśniewskiego był jego doradcą ds. międzynarodowych i polityki wschodniej. Od 1993 był przewodniczącym Rady Polsko-Rosyjskiej Izby Handlowo-Przemysłowej. Zasiadał również (jako sekretarz generalny) w zarządzie Klubu Wschodniego – Stowarzyszenia Wspierania Współpracy Gospodarczej ze Wschodem. Zasiadał w Radzie Fundacji Aleksandra Kwaśniewskiego „Amicus Europae”. Był także członkiem Rady Programowej Forum Ekonomicznego w Krynicy. W 2020 był doradcą ds. międzynarodowych kandydata na prezydenta RP Roberta Biedronia.
W 2014 wydał nakładem wydawnictwa Prószyński i S-ka książkę wspomnieniową Wspomnienia (niekoniecznie) dyplomatyczne.
Zmarł 18 października 2022 i 26 października po uroczystościach w domu pogrzebowym, został pochowany w grobie rodzinnym na cmentarzu Wojskowym na Powązkach (kwatera C23-IX-12).

## Odznaczenia
- Krzyż Komandorski z Gwiazdą Orderu Odrodzenia Polski (2005)[19];
- Krzyż Komandorski Orderu Odrodzenia Polski[20];
- Krzyż Kawalerski Orderu Odrodzenia Polski;
- Złoty Medal „Za zasługi dla obronności kraju” (1973)[21];
- Brązowy Medal „Za zasługi dla obronności kraju” (1967)[22];
- Złote Odznaczenie im. Janka Krasickiego (1973)[23]
- Srebrne Odznaczenie im. Janka Krasickiego (1969)[24]
- Krzyż Oficerski Orderu Wielkiego Księcia Giedymina (Litwa, 1999)[25];
- Krzyż Komandorski Orderu „Za Zasługi dla Litwy” (Litwa, 2003)[26];
- Order Gwiazdy Białej II klasy (Estonia, 2002)[27];
- Honorowa Odznaka Miasta Łodzi (1972)[28].